# Čučuge
Čučuge (en serbe cyrillique : Чучуге) est un village de Serbie situé dans la municipalité d’Ub, district de Kolubara. Au recensement de 2011, il comptait 438 habitants.
Čučuge est situé sur les bords de l'Ub, un affluent de la Tamnava.

## Démographie
| 1948 | 1953 | 1961 | 1971 | 1981 | 1991 | 2002 | 2011 |
| ---- | ---- | ---- | ---- | ---- | ---- | ---- | ---- |
| 753  | 758  | 747  | 700  | 658  | 579  | 463  | 438  |

|  |